# Novosvítlivka (Lugansk)
Novosvítlivka (en ucraniano: Новосвітлівка; en ruso: Новосветловка, romanizado: Novosvétlovka) es un pueblo ucraniano perteneciente al óblast de Lugansk. Situado en el este del país, hasta 2020 era parte del raión de Krasnodón, pero hoy es parte del raión de Lugansk y del municipio (hromada) de Molodogvardisk. Sin embargo, según el sistema administrativo ruso que ocupa y controla la región, Novosvítlivka sigue perteneciendo al raión de Krasnodón.
El asentamiento se encuentra ocupado por Rusia desde la guerra del Dombás, siendo administrado como parte de la de facto República Popular de Lugansk y luego ilegalmente integrado en Rusia como parte de la República Popular de Lugansk rusa.

## Geografía
Novosvítlivka se encuentra a orillas del río Luganchik (afluente del Siverski Donets), a 19 km de Lugansk. 

## Historia
El pueblo fue fundado en la década de 1960 por inmigrantes de las gobernaciones de Chernígov, Poltava, Yekaterinoslav y Kiev.
En 1958, Novosvitlivka recibió el estatus de asentamiento de tipo urbano.
Durante la guerra del Dombás, Novosvítlivka está estratégicamente posicionada de tal manera que las fuerzas ucranianas la ocuparon el 15 de agosto de 2014 para intentar detener el supuesto convoy de ayuda humanitaria de Rusia que llegaba a la población del sureste de Ucrania.
El convoy logró llegar a su destino, sin embargo, la batalla entre las fuerzas ucranianas y los separatistas continuó. El 18 de agosto de 2014, un convoy de refugiados que huía de los intensos combates cerca de Lugansk, Ucrania, fue alcanzado por un ataque de artillería. Al menos 17 personas murieron en el ataque que el gobierno ucraniano atribuyó a los insurgentes afiliados a la República Popular de Lugansk. The insurgents denied striking any convoy and blamed the attack on the Ukrainian government.El 21 de agosto, el periodista Vsevolod Filimonenko escribió que "Los combatientes del batallón Aidar, que controla el pueblo, tuvieron que abandonar su posición para que los terroristas detuvieran el bombardeo de la iglesia. Más tarde, Aidar devolvió el control total sobre este asentamiento". Según el gobierno ucraniano, los tanques "rusos" de las fuerzas separatistas destruyeron gran parte de la ciudad el 30 de agosto, incluidas la mayoría de las residencias.
Las fuerzas gubernamentales ucranianas fueron derrotadas en la batalla por el control de la ciudad. Los separatistas prorrusos tomaron el control de Novosvítlivka y desde entonces está controlado por la autoproclamada República Popular de Lugansk.
En 2023, Novosvítlivka perdió el estatus de asentamiento de tipo urbano en la legislación ucraniana debido a la eliminación de este estatus administrativo.

## Demografía
La evolución de la población de Novosvítlivka entre 2001 y 2022 fue la siguiente:
| 3610                                                          | 3755 | 3711 | 3691 | 3648 |
| (Fuente: Cities & Towns of Ukraine y UKRAINE: Größere Städte) |      |      |      |      |

Según el censo de 2001, la lengua materna de la mayoría de los habitantes, el 54,43%, es el ucraniano; del 45,10% es el ruso.

## Infraestructura

### Transporte
El asentamiento se encuentra en la carretera principal Lugansk-Sorókine, entre Jriashchuvate e Izvarine. 

## Galería

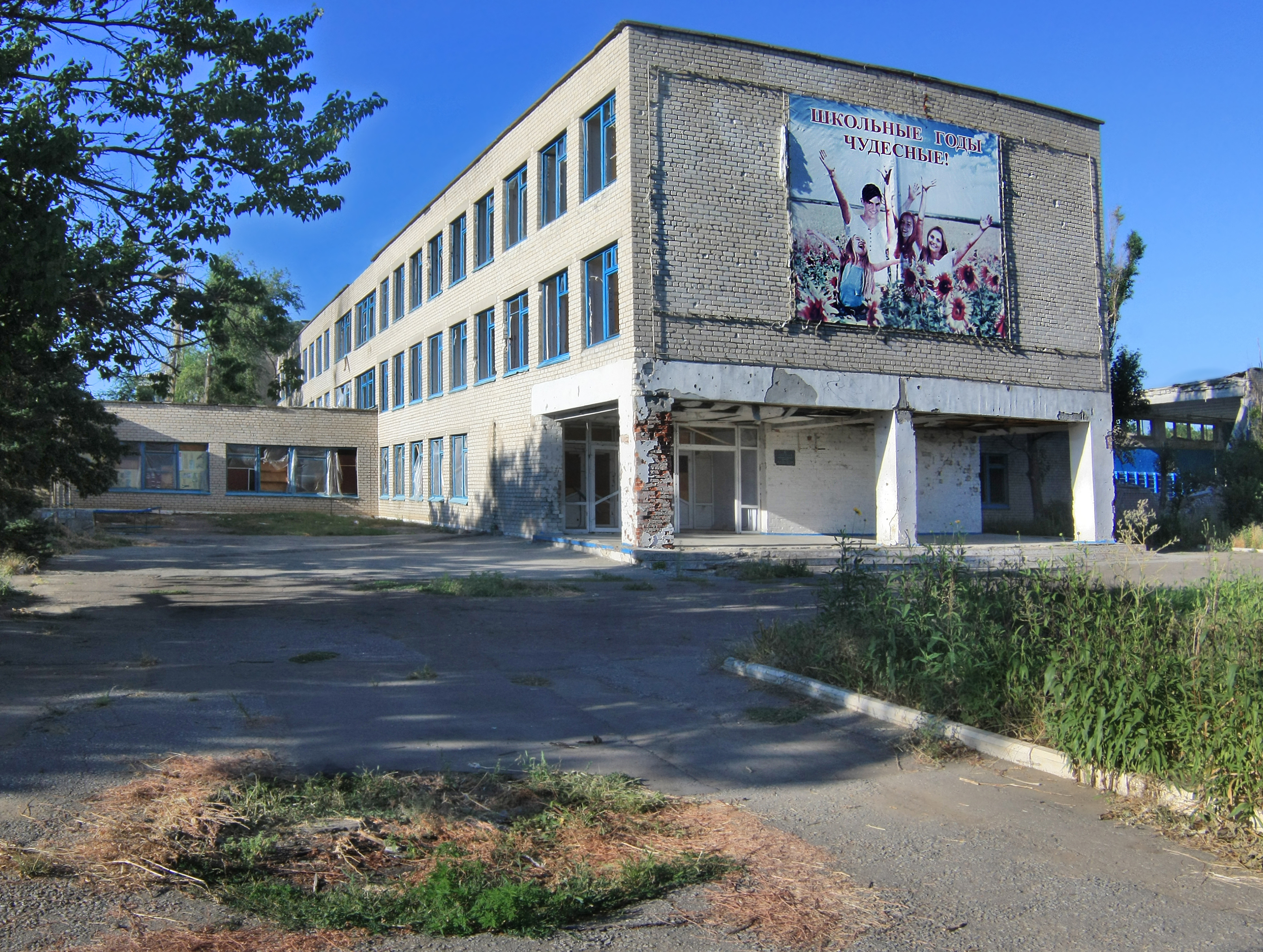
Instituto en ruinas
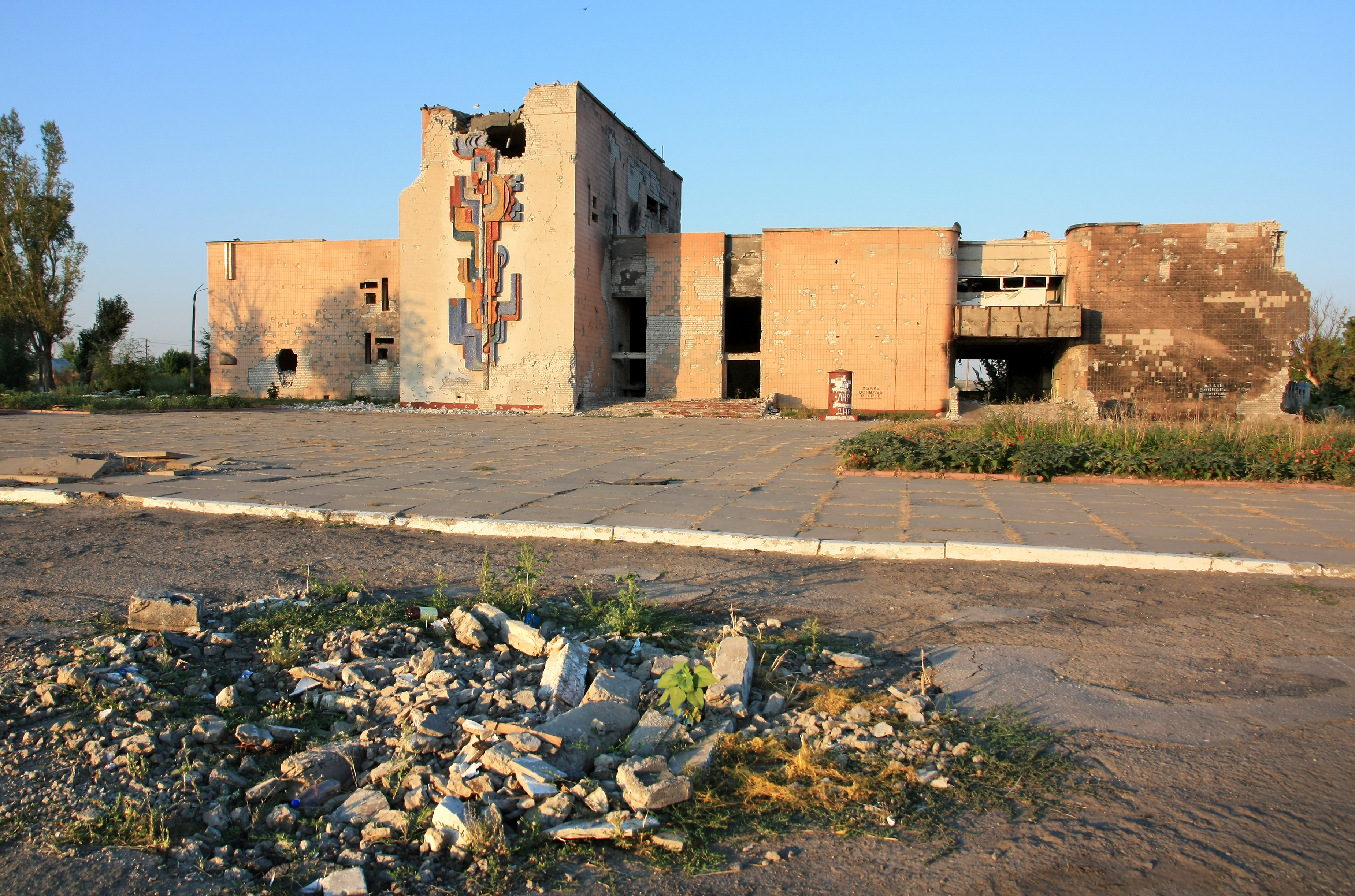
Casa de la Cultura dañada por la guerra
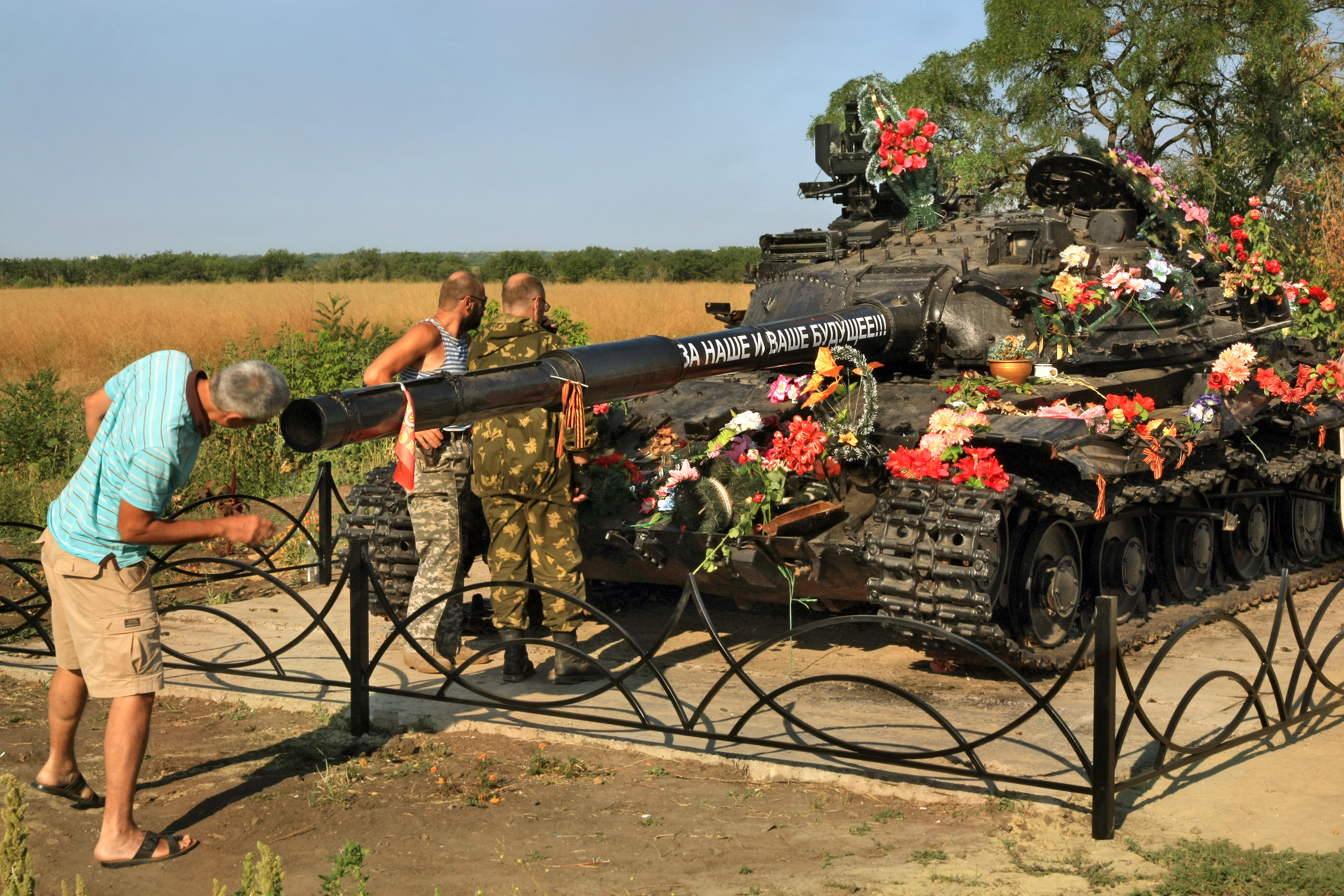
Monumento soviético